# Confraternita della Santissima Trinità dei pellegrini
La Confraternita della Santissima Trinità dei pellegrini e convalescenti è una confraternita tarantina nata nella seconda metà del XV secolo col titolo di Santa Maria dei Martiri.

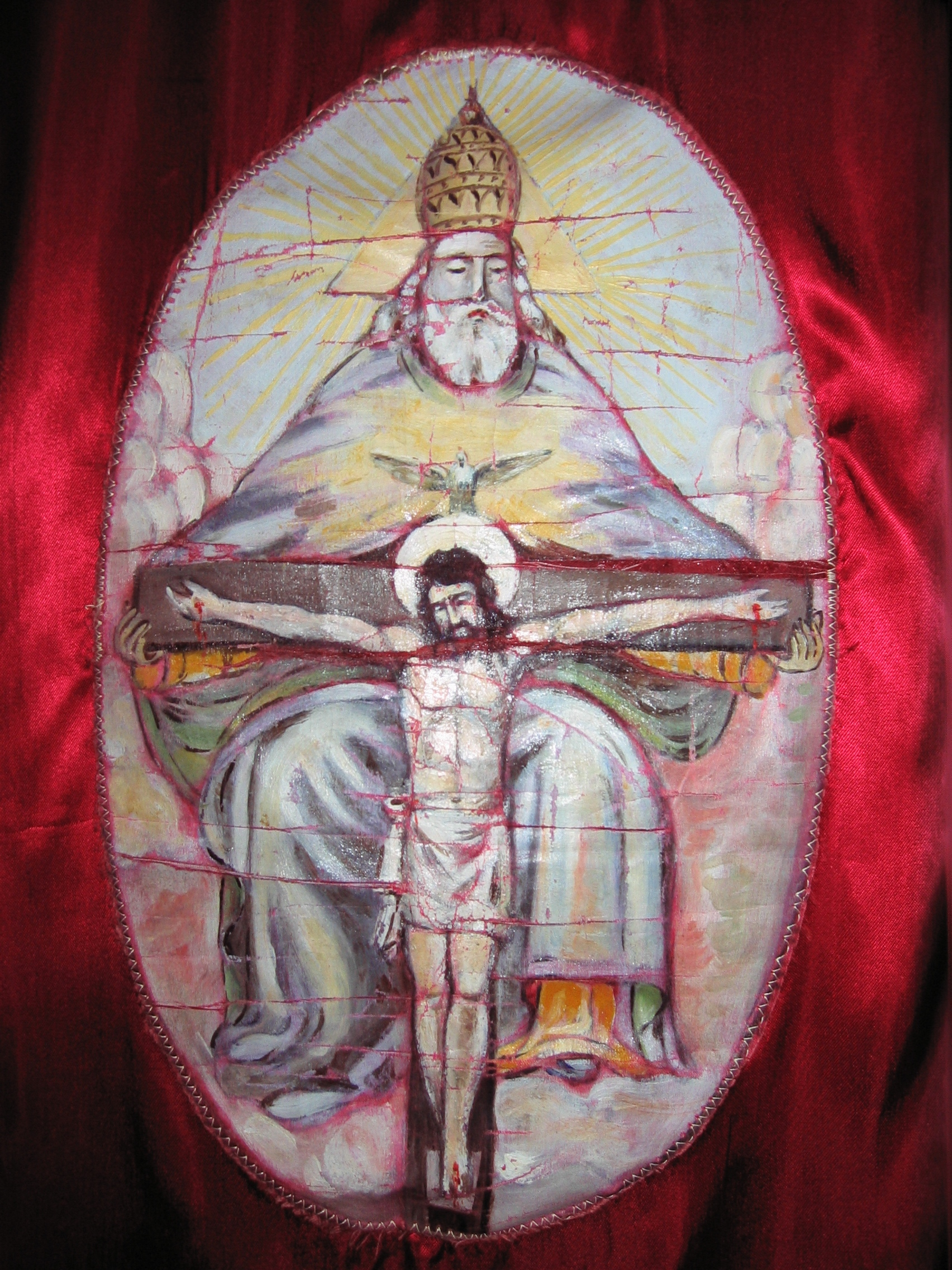
Stemma della Confraternita della Santissima Trinità

## Storia

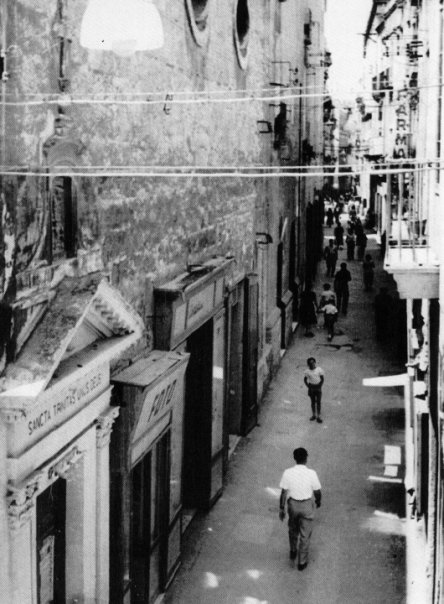
Foto della chiesa della Trinità prima della demolizione

La confraternita fu fondata nella seconda metà del XV secolo dai celestini che avevano sede nel convento della Santissima Annunziata (in seguito diverrà chiesa della Trinità) col titolo di "Santa Maria dei Martiri".
Dei primi anni di vita del sodalizio si sa poco a causa della scomparsa di gran parte fonti documentarie ma è sicuro che la confraternita dei Martiri fu eretta grazie alla benevolenza degli allora principi di Taranto.
Il 19 aprile 1607 la confraternita si aggregò all'Arciconfraternita della Santissima Trinità dei pellegrini e convalescenti di Roma fondata da san Filippo Neri, dopo questa aggregazione la confraternita prese lo stesso titolo dell'Arciconfraternita romana.
La confraternita aveva l'obiettivo di fornire ospitalità di tre giorni ai pellegrini che passavano dalla città di Taranto per andare a Roma o in Terra santa e di provvedere ai loro bisogni qualora si ammalassero e se morivano in questo periodo di ospitalità di fornire loro una degna sepoltura.
A tale scopo la confraternita edificò a fianco alla chiesetta della SS. Trinità un oratorio e un ospizio dove venivano accolti i pellegrini che verranno demoliti nel 1927.
La confraternita ebbe diversi contrasti per la proprietà dei locali confraternali con monaci celestini, sono documentati quelli del 1504 e del 1745
Il 19 dicembre del 1776 la confraternita ottenne il regio assenso da parte di re Ferdinando IV di Borbone.
La storia della confraternita si incrocia più volte con quella della confraternita del Carmine infatti nel 1812 dopo che i carmelitani furono soppressi durante l'occupazione napoleonica il sodalizio della Trinità ospitò quello del Carmine nel proprio oratorio per due anni, mentre negli anni 1882 e 1883 vi furono violenti contrasti fra le due confraternite a causa delle precedenza per l'adorazione degli altari della reposizione che finirono con una condanna alla corte delle puglie di Trani a sfavore della confraternita della Trinità.
La confraternita celebrava due grandi feste la festa della SS. Trinità nel mese di giugno durante la quale i confratelli in abito di rito si comunicavano e confessavano in abito di rito per poi assistere alle solenni funzioni e quella della SS. Annunziata oltre poi alla visita agli altari della reposizione il Giovedì santo.
All'inizio del Novecento si iniziò la tradizione della processione di Gesù bambino coricato (U' Bammine curcate) la notte fra il 24 e il 25 dicembre che ancora si svolge al mattino del giorno di Natale.
Nel 1927 a seguito di alcuni ritrovamenti archeologici di resti magno-greci il regime fascista decretò la demolizione dell'oratorio e ospizio della Trinità, l'evento costrinse la congrega a trasferirsi nei locali della chiesetta della Trinità che verrà anch'essa demolita negli anni settanta per consentire il rinvenimento delle due grandi colonne doriche che ancora oggi si possono vedere in piazza castello della chiesa rimane solo un muro con l'entrata della chiesa su cui vi è incisa la scritta Sancta Trinitas unus Deus.
Dopo la demolizione del tempio la confraternita cambiò più volte sede per trovare sede stabile negli anni novanta nella chiesa di Sant'Agostino dove ancora oggi opera e svolge la sua attività liturgica nella cattedrale di San Cataldo.

## Abito di rito

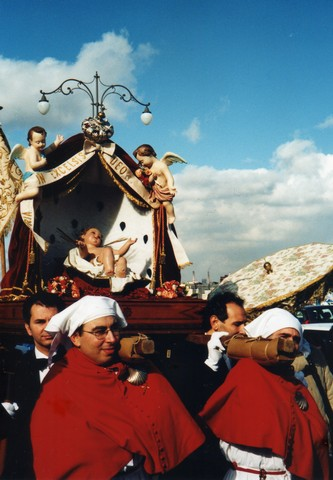
Processione du' Bammine Curcate della mattina di Natale

L'abito di rito dei confratelli è così composto:
- mozzetta color rosso, e cuciti sulla sinistra una valva di cozza di San Giacomo (Simbolo dei pellegrini) e un piccolo crocifisso,
- camice bianco con cappuccio bianco raccolto sulla testa, che viene calato sul volto durante la Settimana Santa,
- cingolo rosso cremisi con due nappe rosse e corona del rosario legata alla cingolo,
- scarpe nere e calze bianche (nel passato le scarpe erano rosse),
- cappello rosso orlato di un nastro rosso scuro, calato sulle spalle.
- i confratelli portano in mano un "bordone" rosso ovvero una mazza munita di un gancetto che veniva usata dai pellegrini "Jacopei".